# Дашань

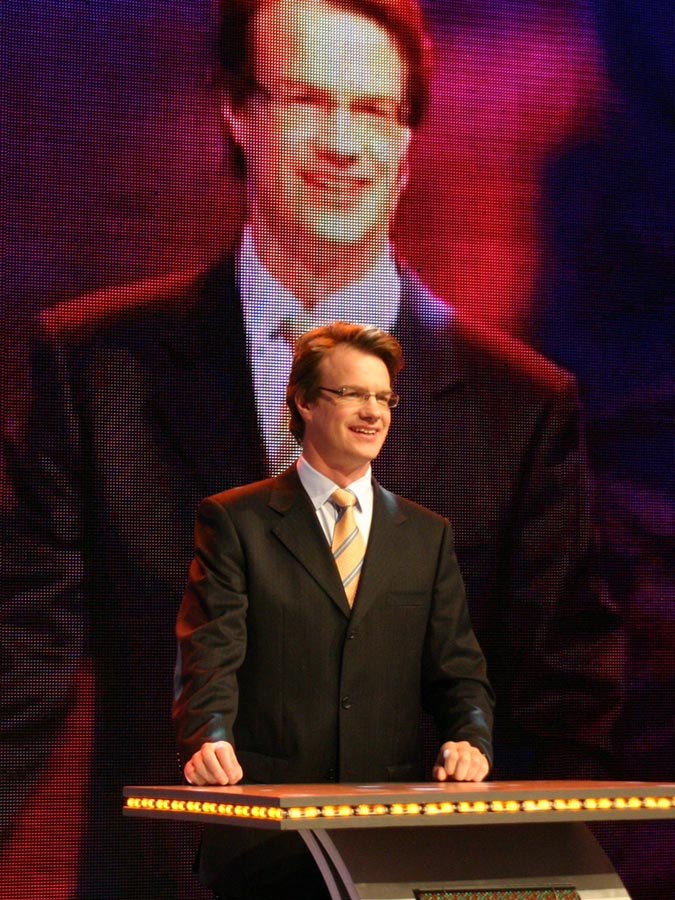
Дашань під час виступу на Центральному телебаченні Китаю, листопад 2006 року

Даша́нь (大山 Dà-shān; справжнє ім'я Марк Ровсвелл; *15 липня, 1965, Оттава, Канада) — естрадний виконавець китайських комедійних скетчів, найвідоміший іноземець у Китаї, вільно володіє китайською мовою, активно сприяє її вивченню та популяризації у західних країнах.

## Освіта
Марк Ровсвелл народився 15 липня 1965 року у Оттаві канадського штату Онтаріо. Закінчивши середню школу (Nepean High School), Розвелл почав вивчати китайську мову після вступу до Торонтського університету (Торонто, Канада) у 1984 році. Його перше китайське ім'я, яке дав йому вчитель китайської мови у Канаді, було Лу Шивей (路士伟 Lù Shì-wěi).
Після випуску з університету у 1988 році, він був нагороджений повною стипендією на вивчення китайської мови у Пекінському університеті.

## Поява на телебаченні
Уперше Ровсвелл потрапив на китайське телебачення у листопаді 1988 року для участі у конкурсі співу китайською мовою для іноземців. Наступного місяця його запросили взяти участь у комедійній програмі-скетчі для новорічного галаконцерту китайського телеканалу CCTV, що транслювався для аудиторії у близько 550 мільйонів глядачів.
Ім'я «Дашань» (китайською означає «велика гора»), яке є ім'ям персонажа Ровсвелла у скетчі під назвою «Нічне повернення» (夜归 yè guī), перетворило його на відомого виконавця буквально за одну ніч.
Через його раптову появу та загальне визнання, його популярність вважається «випадковою», однак значна тривалість успіху та постійна задіяність і згадуваність у китайських ЗМІ протягом майже двох десятиліть наразі свідчать про дещо більше, ніж простий випадок або успішний збіг обставин.
Хоча на китайському телебаченні досить багато іноземців і досконале володіння китайською мовою теж не є рідкісним явищем, жоден інший представник Заходу не набув такої популярності як Дашань.

## Сяншен
Після першої появи в образі «Дашаня», Росвелл розпочав вивчення мистецтва сяншен (традиційна форма комедійного діалогу) зі своїм естрадним вчителем, китайським сатиричним виконавцем Цзян Куном (Jiang Kun).
У грудні 1989 року Дашань став першим іноземцем, який був офіційно прийнятий до суворої ієрархії майстрів сяншену як один із представників т. зв. «9-го покоління», що (справжній тріумф іноземця в традиційно китайському виді мистецтв) викликав тривалу полеміку серед представників місцевої комедійної естради.
Протягом 1990-х років Дашань часто з'являвся на національному та регіональному китайському телебаченні як виконавець сяншену, включаючи появи на телеканалі CCTV у щорічному галаконцерті до святкування Китайського Нового року (春节 联欢 晚会) у 1998 та 1999 роках. Ці програми користуються щорічною увагою і популярністю глядачів, збираючи майже мільярдну аудиторію.
По деякій перерві, Дашань знову взяв участь у новорічному галаконцерті на початку 2009 року. Цей скетч, у якому Дашань з'являється разом з Ма Дуном zh:马东, сином відомого майстра сяншену Ма Ті, отримав 2-й приз глядацьких симпатій. Включаючи цей тріумф, Дашань став єдиним іноземним виконавцем, який виступив у новорічному галаконцерті CCTV загалом три рази.

## Поточна робота
Почавши з комедійних виступів, Дашань поступово перейшов до інших сфер громадської діяльності, таких як участь у шоу на телебаченні. Як іноземцю, йому була доручена почесна роль культурного посланця між Китаєм та Заходом, спочатку неофіційного, а пізніше міжнародно визнаного.
13 травня 2009 року Дашань був призначений Уповноваженим представником інтересів Канади на Шанхайській Виставці Експо 2010.
Перед тим, він входив до складу Канадської делегації Олімпійського Комітету під час Літніх Олімпійських Ігор 2008 у Пекіні.